# First of the Big Bands
First of the Big Bands es un álbum de estudio entre Tony Ashton de Ashton, Gardner & Dyke y Jon Lord de Deep Purple. Fue publicado en mayo de 1974 a través del sello discográfico Warner Bros. Records.

## Recepción de la crítica
Un escritor no especificado de la revista Billboard escribió: “El teclado piano de Lord es excepcional y la voz de Ashton es tosca pero encaja perfectamente con la música. A través de una mezcla de rock y baladas, un fuerte uso de coros y varias melodías altamente orquestadas, el dúo crea un set que debería sorprender a los fanáticos de Purple y Ashton pero que conserva una identidad propia, un tributo a las habilidades de estos excelentes músicos”. Un escritor no especificado de la revista Cash Box declaró: “Muchas superestrellas han tenido ambiciones en solitario, pero no todas pueden sacar álbumes tan bien concebidos como este... Cada una [de las canciones] refleja el aplomo y la experiencia del dúo. A lo largo de la colección, los arreglos y la dinámica brillan, lo que aumenta el placer auditivo”.

## Lista de canciones
Todas las canciones escritas y compuestas por Tony Ashton y Jon Lord, excepto donde esta anotado.
Lado uno
1. «We're Gonna Make It» – 3:52
2. «Down Side Upside Down» – 3:57
3. «Band of the Salvation Army Band» – 3:55
4. «Silly Boy» – 3:22
5. «Surrender Me» (Ashton) – 3:55

Lado dos
1. «Celebration» – 4:27
2. «I Been Lonely» (Ashton) – 3:56
3. «Shut Up» – 3:37
4. «Ballad of Mr. Giver» – 6:12

## Créditos y personal
Créditos adaptados desde las notas de álbum de First of the Big Bands.
Personal técnico
- Tony Ashton – productor
- Jon Lord – productor
- Martin Birch – ingeniero de audio
- Geoffrey Emerick – ingeniero de audio
- Alan Harris – ingeniero de audio
- John Middleton – ingeniero de audio
- John Mills – ingeniero de audio
- Bill Price – ingeniero de audio
- John Kosh – ilustración
- Peter Howe – fotografía